# Stará Lehota
Stará Lehota  je obec na Slovensku v okrese Novém Meste nad Váhom. Žije v ní 175 obyvatel.

## Historie
První písemná zmínka o vesnici pochází z roku 1348.

## Přírodní poměry
Obec leží v pohoří Považského Inovce, přibližně osmnáct kilometrů jihovýchodně od Nového Města nad Váhom. Do katastrálního území obce zasahují část přírodní rezervace Kňaží vrch a části národní přírodní rezervace Javorníček a evropsky významné lokality Tematínské vrchy.

## Pamětihodnosti
Ve vesnici stojí původně gotický kostel svatého Mikuláše ze 14. století.